# Административно право
Административно право e отрасъл в правото, регулиращ обществените отношения в сферата на дейностите по държавно управление на органите и длъжностните лица в тяхното изпълнение на публични функции в държавата и териториалните структури. 
Предмет на Административно Право са отношенията в сферата на държавното изпълнение и по-точно в сферата на изпълнителната власт; отношение на власт и подчинение и т.н. Нормите му въздействат навътре в държавния апарат и навън за отношенията.